# 菊池満
菊池 満（きくち みつる、1980年10月 - ）は、日本の歴史学者。
小倉郷土会世話人、朝日カルチャーセンター北九州教室講師、福岡県地方史研究連絡協議会監事などを歴任。
現在は、北九州市立年長者研修大学校周望学舎・穴生学舎講師、北九州市の文化財を守る会副会長。
専門は、日本近世・近現代史。

## 人物
福岡県北九州市小倉北区出身。常磐高等学校、九州国際大学法学部卒業。
小倉陸軍造兵廠史研究の第一人者である。中学・高校時代に元従業員や動員学徒など約30名の証言を集めて「小倉陸軍造兵廠備忘録」を発表。
2010年頃から、北九州市内の市民センターや北九州市立八幡図書館などの公的施設の郷土史講座で講演。
また北九州市のコミュニティFMラジオ局AIR STATION HIBIKIのパーソナリティも務めており、毎週火曜日正午から放送される地域学系の番組や毎月第2・第4火曜日に放送される郷土史の番組を担当している。
高校時代は仁丹を常備していた。SHOWROOMで歴史学者菊池満研究室のルームを持ち毎日配信をしておりその他自身のテーマソングを持ち、アイドルグループ田原坂48をプロデュース予定。　　　　　　　　　　　　

## 著書
共著
- 『森鴎外 小倉時代の業績』(北九州森鴎外記念会、2012年) NCID BB11962792
- 『北九州市郷土史跡ガイドブック』(北九州市郷土史跡ガイドブック製作委員会、2013年)